# Asiohahnia
Asiohahnia es un género de arañas araneomorfas de la familia Hahniidae. Se encuentra en Asia central.

## Lista de especies
Según The World Spider Catalog 12.0:
- Asiohahnia alatavica Ovtchinnikov, 1992
- Asiohahnia dzhungarica Ovtchinnikov, 1992
- Asiohahnia ketmenica Ovtchinnikov, 1992
- Asiohahnia longipes Ovtchinnikov, 1992
- Asiohahnia spinulata Ovtchinnikov, 1992